# ویلاهرمسا، تاباسکو
ویلاهرمسا (به اسپانیایی: Villahermosa) از شهرهای کشور مکزیک است که در ایالت تاباسکو قرار دارد و جمعیت آن طبق سرشماری سال ۲۰۱۰ میلادی ۶۴۰٬۳۵۹ نفر بوده است.